# Петровичи (Приморский край)
Петро́вичи  — село в Хорольском районе Приморского края России. Входит в состав Хорольского сельского поселения.

## История
Село основано в 1906 году переселенцами из Киевской и Черниговской губерний. Село считалось самым бедным в Хорольском уезде. Но зато здесь была своя двухклассная школа. Очень медленно проходил в селе процесс коллективизации. В этот период многие семьи покинули село и перебрались в Хороль и Поповку. В 1929 году была создана коммуна, преобразованная в 1930 году в колхоз «Труд».

## Население
| 2002 | 2008 | 2010 |
| ---- | ---- | ---- |
| 525  | ↘492 | ↘331 |

## Улицы
- Лазо ул.
- Ленинская ул.
- Пушкина ул.
- Черемушки ул.
- Юбилейная ул.

## Инфраструктура
В селе до мая 2016 года работало ЗАО «Петровичанское», в настоящий момент здесь работает российско-корейское предприятие ООО «Петровичанское». До 2019 года функцинировали школа и фельдшерский пункт.

## Известные уроженцы, жители
- Яровой, Артемий Сергеевич (1908—1994) — советский военный деятель, полковник, Герой Советского Союза.
- * Пугач, Максим Кириллович (1916—1943) — советский военнослужащий, лейтенант. Участник Великой Отечественной войны, Герой Советского Союза. С ранних лет с родителями жил в селе Петровичи, где окончил неполную среднюю школу.